# Busboomsfehn
Busboomsfehn ist ein Ortsteil der Gemeinde Filsum im Landkreis Leer in Ostfriesland. Er liegt etwa anderthalb Kilometer nordöstlich des Kernortes. Auch in kirchlicher Hinsicht gehört das Dorf zu Filsum. Die Einwohner von Busboomsfehn sind Teil der dortigen evangelisch-lutherischen St.-Paulus-Kirchengemeinde.
Die Moorrandsiedlung entstand im 18. Jahrhundert. Sie hat ihren Namen von den ersten Siedlern mit dem Familiennamen Busboom erhalten. Erstmals wird das Dorf 1787 als Busbohms-Vehn urkundlich genannt. Die heutige Schreibweise ist seit 1825 geläufig. 1848 hatte der Ort 98 Einwohner, die sich auf 17 Wohnhäuser verteilten.